# حمدان البیشی
حمدان البیشی (عربی: حمدان عوضه البيشي؛ زادهٔ ۵ مهٔ ۱۹۸۱) دونده دو سرعت اهل عربستان سعودی است.